# Шарнгорст, Василий Львович
Василий (Юлиус) Львович Шарнгорст (1799—1873) — инженер-генерал, начальник Главного инженерного училища, начальник Инженерного отдела Военно-учёного комитета.

## Биография
Родился 30 января 1799 года (по другим данным — в 1798 году) и происходил из дворян Брауншвейгского герцогства. Специальное образование получил в Корпусе инженеров путей сообщения, откуда был выпущен в 1814 году, и, по принятии присяги на вечное подданство России, 1 сентября того же года был произведён в прапорщики. Два года спустя Шарнгорст был произведён в полевые инженеры, с производством в подпоручики и поручики и тогда же назначен адъютантом к графу Сиверсу.
Переведённый 23 января 1819 года в лейб-гвардии Сапёрный батальон, он прослужил в нём более семи лет. 1 апреля 1823 года произведён в штабс-капитаны, а 12 августа того же года назначен состоять преподавателем тактики в Школе гвардейских подпрапорщиков и кавалерийских юнкеров и в Главном инженерном училище, 20 ноября произведён в капитаны. С 1825 года дополнительно к прочим обязанностям состоял ещё адъютантом при генерал-инспекторе по инженерной части его императорском высочестве великом князе Михаиле Павловиче.
В 1826 году Шарнгорсту было предложено составить руководство к изучению тактики; за успешное выполнение этого поручения он был 6 декабря того же года произведён в полковники и назначен дежурным штаб-офицером войск, находящихся под начальством генерал-инспектора. В этом звании он совершил Турецкую кампанию 1828—1829 годов, причём участвовал в осаде крепости Браилова и в осаде и штурме крепости Варны. За Браилов он был награждён орденом св. Анны 2-й степени (императорская корона к этому ордену пожалована в 1834 году). По окончании военных действий Шарнгорст принял во временное командование лейб-гвардии Саперный батальон, с которым в 1830 году и возвратился в Санкт-Петербург.
Назначенный 30 декабря 1830 года дежурным штаб-офицером штаба генерал-инспектора по инженерной части, Шарнгорст в следующем году принял участие в подавлении Польского восстания. Находясь в авангарде российских войск, он отличился в небольшом сражении близ села Якаца, а затем в сражении при местечке Жолтках. После этого сражения он был отправлен с донесениями к главнокомандующему, но не мог выполнить возложенного на него поручения, так как по дороге был захвачен в плен и возвратился в армию лишь четыре месяца спустя, когда окончилась война. За эту кампанию Шарнгорст получил польский знак отличия за военное достоинство (Virtuti Militari) 3-й степени.
Вскоре после этого Шарнгорсту поручено было контролировать производившиеся инженерные работы в крепостях Килии и Динабурге, а по производстве 7 апреля 1835 года в генерал-майоры, он 15 ноября того же года был назначен начальником Главного инженерного училища, с оставлением при генерал-инспекторе по инженерной части. В 1837 году награждён орденом св. Владимира 3-й степени.
Деятельность Шарнгорста в качестве начальника Главного инженерного училища была весьма значительна. Он первый положил систематическое основание для подготовки для училища хороших преподавателей по специальным предметам из воспитанников училища. С этой целью, по его представлению, конференция училища ежегодно выбирала нескольких кандидатов для занятия преподавательских мест в училище, уже освободившихся или предполагавшихся быть свободными, и посылала выбранных инженеров — непременно бывших воспитанников училища — в командировки по крепостям для тщательного ознакомления с производством инженерных работ и с разными техническими нововведениями Из этих-то молодых инженеров и составился впоследствии кадр опытных преподавателей и профессоров Главного инженерного училища. Затем, исходя из того же стремления поднять научное значение Главного инженерного училища, Шарнгорст пригласил в качестве преподавателей несколько известных профессоров Санкт-Петербургского университета и Института инженеров путей сообщения.
Озаботившись о привлечении в училище лучших профессорских сил, Шарнгорст не оставил без внимания также и библиотеку училища. Он сам постоянно следил за тем, чтобы в библиотеку своевременно выписывались все новейшие сочинения, особенно по разным специальностям, относящимся к инженерному делу, а также, чтобы она пополнялась и ранее вышедшими, но недостающими в библиотеке капитальными изданиями, как русскими, так и иностранными, так что за время девятилетнего начальствования Шарнгорстом в Главном инженерном училище библиотека этого училища, благодаря его непосредственной заботливости, приобрела много новых сочинений, увеличивших в несколько раз число томов, принадлежавших библиотеке до его назначения.
Помимо занятий по Главному инженерному училищу на Шарнгорста в тот же период времени возлагались и разные другие поручения. Так, в 1838 году он осматривал производство инженерных работ в Новогеоргиевской крепости, а затем и в некоторых других крепостях. Назначенный в 1839 году членом Инженерного отдела Военно-ученого комитета, с оставлением в должности начальника Главного инженерного училища, Шарнгорст принял участие в работах этого отделения, заключавшихся в разборах разных проектов, в рецензиях на присылаемые в комитет разные специальные сочинения и прочем.
5 декабря 1841 года Шарнгорст за беспорочную выслугу 25 лет в офицерских чинах был награждён орденом св. Георгия 4-й степени (№ 6396 по кавалерскому списку Григоровича — Степанова). В том же году получил орден св. Станислава 1-й степени (по другим данным он получил этот орден годом ранее).
11 октября 1844 года состоялось назначение Шарнгорста начальником Инженерного отделения Военно-ученого комитета, с увольнением от должности начальника Главного инженерного училища, где его преемником стал Пётр Карлович Ломновский. Здесь пришлось ему работать еще больше. Между прочим, им был составлен «Проект положения об Инженерном комитете», заменившем собой бывшее общее присутствие Инженерного департамента по искусственной части и Инженерного отделения Военно-ученого комитета. Затем Шарнгорстом же было выработано «Положение об офицерских библиотеках инженерного корпуса». Наконец, Шарнгорст немало потрудился над разработкой «Положения о ежегодных конкурсах на премию по инженерному корпусу», заменивших прежние экзаменационные задачи. Кроме того, им же выработано было «Положение об „Инженерном журнале“».
Произведённый 6 декабря 1844 года в генерал-лейтенанты, Шарнгорст в 1847 году был награждён императорской короной к ордену св. Анны 1-й степени (сам орден он получил в 1843 году). В том же году он сначала некоторое время исправлял должность директора Военно-ученого комитета, а затем был назначен членом комитета по составлению частных инструкций для комендантов каждой из крепостей Российской империи, с оставлением во всех занимаемых должностях. Здесь началась самая крупная работа Шарнгорста, как по своему объему, так и по своему значению. Этот комитет существовал девять лет, причём с января 1855 года Шарнгорст был назначен его председателем, и за все время существования комитета им были составлены самые подробные инструкции для комендантов восемнадцати крепостей. Труд этот составил около 2000 страниц, большая часть которых начерно были написаны самим Шарнгорстом.
Шарнгорст отличался редким трудолюбием и работал очень много, обыкновенно составляя сам протоколы разных заседаний, где ему приходилось председательствовать. В 1853 году ему был пожалован орден св. Владимира 2-й степени, а три года спустя орден Белого орла. Кроме того, ему неоднократно были жалуемы денежные награды в виде единовременных пособий и долгосрочных аренд.
В 1865 году Шарнгорст был назначен состоять при его императорском высочестве великом князе генерал-инспекторе по инженерной части, и в этом звании оставался до самой своей смерти, причём 16 апреля 1867 года был произведён в инженер-генералы.
Прекрасно образованный, умный и в совершенстве владевший несколькими иностранными языками, Шарнгорст пользовался любовью и глубоким уважением всех близко знавших его.
Приняв самое деятельное участие в основании в 1826 году «Инженерных записок», он во всё время существования этого издания был одним из постоянных его сотрудников, напечатал в нем целый ряд своих статей и, кроме того, редактировал XXVIII—XLII книжки «Записок». Но этим не ограничилась его литературная деятельность. В 1857 году он основал «Инженерный журнал», который и издавал до 1860 года, когда это издание сделалось официальным органом инженерного ведомства. В 1845 году Шарнгорстом составлено первое издание «Памятной книжки для инженерных и саперных офицеров», имевшее большой успех, ввиду множества важных инженерных для офицеров упомянутой категории сведений, собранных в этом справочнике. Наконец, Шарнгорсту принадлежит и несколько статей, напечатанных в других повременных изданиях.
В. А. Шарнгорст скончался в Санкт-Петербурге 11 ноября 1873 года, похоронен на Волковом лютеранском кладбище.

#### Семья
Жена — Елена Луиза Анна Юлиана фон Баранов (1815—1860), из старинного русско-шведского дворянского рода Барановых, двоюродная сестра Н.Е.Баранова и А.Е.Баранова.
Его сыновья:
- Александр (ок.1836—1876) — полковник. Окончил Пажеский корпус, камер-паж с июня 1855 года; произведен с прапорщики лейб-гвардии Гатчинского полка, с 1865 года — в Генеральном штабе,  в 1873-1876 гг. — командир Ширванского 84-го пехотного полка [1].
- Константин (1846—1908) — генерал-лейтенант, профессор Николаевской академии Генерального штаба.